# Болезни растений
Болезни растений — процессы, которые протекают в растении под влиянием разных причин: возбудителей болезней, неблагоприятных условий среды и пр. Проявляются в нарушении функций (фотосинтеза, дыхания, синтеза пластических и ростовых веществ, тока воды, питательных веществ) и строения организма, вызывая преждевременную гибель растения или поражения отдельных его органов.
Болезни делятся на:
- инфекционные (вирусные, бактериальные, грибковые, паразиты);
- проблемы недостатка или излишков питания;
- проблемы внешних условий по свету, ветру или влаге.

При этом вирусные заболевания не лечатся и растения необходимо сжечь (ни в коем случае нельзя выбрасывать их в компост или закапывать).

## Классификация симптомов
- Гнили. Наиболее характерный тип проявления болезней. При этом загниванию подвергаются все части растений, но особенно те, которые богаты водой и питательными веществами.
- Некрозы. Проявляются в виде участков отмершей ткани на поражённых органах растения. Причин отмирания ткани может быть две:

1. Отмирание ткани, в результате заселения её возбудителем.
2. Отмирание клеток растения в результате его защитной реакции на внедрение возбудителя.

- Язвы. Возникают при поражении насыщенных водой органов и тканей растений. Из-за размягчения тканей, образуется углубление, в котором можно наблюдать спороношение возбудителя.
- Мозаики. Приводят к нарушению пигментации листьев. При мозаике пожелтение затрагивает отдельные участки листьев. Причиной обычно является поражение вирусами.
- Увядание.
- Опухоли и наросты.
- Деформация.
- Головня.
- Мумификация.
- Парша.